# Принс
Принс Роджърс Нелсън (на английски: Prince Rogers Nelson) (1958 – 2016), известен най-вече като Принс, е американски актьор, музикант, композитор и певец. Най-голяма популярност постига през 1980-те и началото на 1990-те. Неколкократно сменя творческия си псевдоним, включително с Изпълнителят, известен преди като Принс (на английски: The Artist Formerly Known as Prince, съкр. TAFKAP), а през периода 1993 – 2000 използва графичен символ вместо име.
През кариерата си Принс печели седем награди Грами, както и по един Златен глобус и Оскар. Включен е в Залата на славата на рокендрола през 2004 година. Списанието „Ролинг Стоун“ класира Принс на 28-о място в списъка на 100-те най-популярни артисти на всички времена.

## Биография
Роден е и израства в Минеаполис, в семейство на афроамериканци. Баща му, Джон Люис Нелсън, е пианист и композитор. Майка му е джаз певица. През 1977 г. Принс се включва в групата 94 East. Местният бизнесмен Оуен Хасни изслушва негов демозапис и решава да му помогне да сключи договор с лейбъла Уорнър Брос.
На 14 февруари 1996 г. Принс Нелсън сключва брак с 22-годишната танцьорка Майте Гарсия. На 16 октомври 1996 г. се ражда техният син Амир с рядката болест – синдром на Пфайфър. След една седмица Амир умира, вследствие на ужасната болест. През 2000 г. Майте и Принс се развеждат. През 2001 г. Принс сключва брак с канадската бизнесдама Мануела Тестолини. През май 2006 г. двойката официално се развежда.
На 15 април 2016 г. Принс е хоспитализиран в Америка, след концерт в Атланта. По това време той се бори с тежък грип. На 21 април 2016 г. издъхва в своето имение Пейсли Парк. Принс не е спал цяла седмица преди смъртта си, а през декември 2015 г. е диагностициран с болестта СПИН. Причината за смъртта му се оказва случайната предозировка на мощния аналгетик – фентанил, който той използва заради силните болки в тазобедрената става, които го мъчат от години. На 23 април 2016 г. тялото на Принс е кремирано в щата Минесота. На церемонията присъстват само негови роднини и близки. В знак на уважение към големия музикант, по време на церемонията, на сградата на кметството в Лос Анджелис е почетена запазената марка на Принс, а именно —пурпурно виолетовия цвят.

## Творчество
През 1978 г. излиза дебютният албум на артиста – For You. Де факто, Принс е свършил цялата работа по първия си албум, но той не пожънва успех. Детето от Минеаполис, както е наричан Принс заради ниския си ръст, не се отказва. През октомври 1979 г. е издаден вторият му албум, носещ името му – „Prince“. От този втори албум е първият му голям, международен хит – I Wanna Be Your Lover. Песента оглавява за две седмици класацията на Билборд Хот 100. През октомври 1980 г. Принс издава третия си албум – „Dirty Mind“. По-известните песни от албума са Dirty Mind, Uptown, Head. На 14 октомври 1981 г. е издаден четвъртият му албум – „Controversy“. Предизвикващи внимание сред песните са Controversy и Sexuality. На 27 октомври 1982 г. Принс издава своя пети студиен албум – „1999“, който го превръща във втория най-известен музикант в света, след Майкъл Джексън. Водещите сингли в албума са: 1999 и Little Red Corvette. На 25 юни 1984 г. е издаден най-успешният албум на Принс – „Purple Rain“ (Пурпурен дъжд). Най-успешните песни от албума са: When Doves Cry (обявена за най-добрата песен на Принс), Let's Go Crazy и баладата Purple Rain, носеща му награда Оскар. От този момент започва най-големия връх в кариерата на Принс. На 22 април 1985 г. е издаден седмият му студиен албум – Around The World In A Day. Албумът става платинен в САЩ, и заема първото място в класацията Билборд 200. Най-известните песни от албума са Raspberry Beret, America и Pop Life. На 31 март 1986 г. е издаден осмият студиен албум на Принс – Parade. Албумът става платинен в Обединеното кралство и в САЩ. Водещите песни от този албум са New Position, Life Can Be So Nice, Girls&Boys. На 31 март 1987 г. той издадва деветия си студиен албум – Sign Of The Times, който става платинен в Нидерландия, Великобритания и САЩ. Основните песни са U Can The Look и Sign Of The Times. На 10 май 1988 г. издадва десетия си албум – Lovesexy, достигнал до 11-о място в класацията Билборд 200. Водещите песни са Alphabet St., Glam Slam и Lovesexy. На 20 юни 1989 г. е издаден единадесетия албум на Принс – Batman. Албумът достига до първото място в Билборд 200 и става платинен в САЩ, Великобритания и Канада. По-известните песни от него са Partyman, Batdance и The Arms Of Orion. На 20 август 1990 г. Принс издава дванадесетия си албум – Graffiti Bridge. Албумът става златен във Великобритания, САЩ и Канада и достига до шестото място в класацията Билборд 200. По-известните песни са New Power Generation и Graffiti Bridge. На 1 октомври 1991 г. е издаден тринадесетия албум – Diamonds And Pearls. По-известните песни от албума са Insatiable, Cream, Thunder и Diamonds And Pearls. Албумът става платинен във Великобритания, Америка, Канада, Австрия, Швейцария, Испания, Франция и Нидерландия. На 13 октомври 1992 г. е издаден четиринадесетия албум – The Love Symbol Album, станал платинен във Великобритания, Австралия и САЩ. По-известни песни от него са Sweet Baby и My Name Is Prince. Последните два албума преди смъртта на Принс през 2016 г. са наречени: HITnRun Phase One и HITnRun Phase Two.

## Дискография

### Студийни албуми
- For You (1978)
- Prince (1979)
- Dirty Mind (1980)
- Controversy (1981)
- 1999 (1982)
- Purple Rain (1984)
- Around the World in a Day (1985)
- Parade (1986)
- Sign o'the Times (1987)
- Lovesexy (1988)
- Batman (1989)
- Graffiti Bridge (1990)
- Diamonds and Pearls (1991)
- Love Symbol Album (1992)
- Come (1994)
- The Black Album (1994)
- The Gold Experience (1995)
- Chaos and Disorder (1996)
- Emancipation (1996)
- Crystal Ball/The Truth (1998)
- The Vault: Old Friends 4 Sale (1999)
- Rave Un2 the Joy Fantastic (1999)
- The Rainbow Children (2001)
- One Nite Alone... (2002)
- Xpectation (2003)
- N•E•W•S (2003)
- Musicology (2004)
- The Chocolate Invasion (2004)
- The Slaughterhouse (2004)
- 3121 (2006)
- Planet Earth (2007)
- Lotusflow3r/MPLSound (with Elixer) (2009)
- 20Ten (2010)
- Plectrumelectrum (2014)
- Art Official Age (2014)
- HITnRUN Phase One (2015)
- HITnRUN Phase Two (2015)